# 딸의 선택
《딸의 선택》은 MBC에서 1997년 5월 5일부터 1997년 5월 6일까지 방영된 가정의 달 기획 드라마이며, 일본 프로그램 표절 의혹을 받기도 했다.

## 줄거리
소영은 대학교수인 아버지와 작가인 어머니를 둔 중산층 집안의 외동딸이다. 착실하고 공부도 잘하는 고3 소영이는 엄마의 자랑이기도 하다. 어느날 수업시간에 소영은 복통을 호소하고 교실을 나간다. 그리고 화장실에서 몰래 자신의 배를 감은 복대를 풀러본다. 사실 소영이는 대학생 남자친구 동우를 사귀고 있었고 그만 임신을 한 것이다. 소영은 이 사실을 숨기고 혼자 괴로워 하다가 부모님에게 들킨다. 부모님은 사회적 체면과 소영이 장래에 대한 걱정에 소영을 나무라며 아이를 지우려 한다. 하지만 소영은 동우와 상의를 하며 사랑하는 동우의 아이를 지키려 애쓴다.
소영은 계속해서 아이를 지키려고 하지만 부모는 소영을 위한다는 마음에 소영 몰래라도 낙태를 하려 한다. 그러던 중 동우에게 캠브리지 대학 합격장이 날아오고 동우는 유학을 소영과 함께 가려고 한다. 결혼을 해서 소영을 책임지겠다는 동우의 말에도 어머니는 18살 딸이 결혼을 하는 것이 마땅치 않다. 하지만 자신의 체면이 아닌 딸의 확고한 마음에 대해 고민하고 또 죄 아닌 죄를 지어 과일도 숨어 먹는 소영의 모습을 본 어머니는 딸의 선택을 존중하고 딸과 화해를 한다. 그리고 동우가 갈등 끝에 혼자 유학을 떠나버린 후에도 아이를 포기하지 않는 소영 곁에서 큰 힘이 되어준다.

## 출연진
- 고두심 : 소영의 어머니 역 - 작가
- 이정길 : 소영의 아버지 역 - 대학교수
- 박채림 : 소영 역 - 고등학교 3학년
- 안정훈 : 동우 역 - 대학생, 소영의 남자친구
- 하재영
- 안해숙
- 이주경
- 이미경
- 경인선
- 이인철
- 송도순
- 김정은
- 유서진
- 한선주
- 정영실
- 황정혜

## 수상
- 1997년 경제정의실천연합(경실련) 제3회 시청자가 뽑은 좋은 프로그램[2]